# Rodo Sayagues
Rodo Sayagues (Montevideo, 1980. február 20. –) uruguayi forgatókönyvíró, producer, szövegíró, színész és rendező, aki leginkább a Fede Álvarez rendezte Gonosz halott (2013) és a Vaksötét (2016) című filmek írójaként, valamint a Vaksötét 2. (2021) rendezőjeként ismert.

## Pályafutása
Sayagues a rövidfilmek írásai után  elkészítette a Gonosz halott (2013) című nagyjátékfilm forgatókönyvét, amely az 1981-es film remake-je. A Gonosz halott rendezőjével, Fede Álvarezzel újra összeállt, hogy megírja a 2016-os Vaksötét című horrorfilmet. 2016. május 3-án a Warner Bros. felkérte Sayagues-t és Álvarez-t, hogy közösen írják meg a Monsterpocalypse forgatókönyvét. 2016. október 11-én a Columbia Pictures megvásárolta az Incognito jogait, és felkérte Sayagues-t, Daniel Casey-t és Álvarezt a forgatókönyv megírására. 2017 júliusában Sayagues és Álvarez kapta meg egy cím nélküli techno-thriller produceri feladatkörét, amelyet a tervek szerint Jason Eisener rendezett volna Simon Barrett forgatókönyvéből.
2018 novemberében Sayagues és Álvarez a közös munka mellett a 2013-as Gonosz halott című film folytatásának társszerzői szerepét is elvállalták. 2019 szeptemberében Sayagues és Álvarez kapták meg a szerződést a közelgő Texasi láncfűrészes mészárlás folytatásának koprodukciójára. 2020 januárjában Sayagues-t szerződtették a Vaksötét 2. folytatásnak rendezésére és társírására, amivel rendezőként debütált. A filmet 2021. augusztus 13-án mutatták be. 2020 áprilisában, mint producer, leszerződött a Lions Gate Entertainment 16 States című zombifilmre.

## Filmográfia
| Év   | Cím                             | Munkakör | Munkakör     | Munkakör   | Munkakör | Munkakör     | Megjegyzés                                |
| Év   | Cím                             | Rendező  | Forgatókönyv | Producer   | Színész  | Dalszövegíró | Megjegyzés                                |
| ---- | ------------------------------- | -------- | ------------ | ---------- | -------- | ------------ | ----------------------------------------- |
| 2005 | El Cojonudo                     | Nem      | Igen         | Igen       | Nem      | Nem          | Rövidfilm                                 |
| 2009 | Ataque de Pánico!               | Nem      | Igen         | Nem        | Igen     | Nem          | Rövidfilm Szerep: Férfi a telefonnál      |
| 2013 | Gonosz halott                   | Nem      | Igen         | Nem        | Nem      | Igen         | A "Baby, Little Baby" című dal szerzője.  |
| 2016 | Vaksötét                        | Nem      | Igen         | Koproducer | Nem      | Nem          | [ 12 ]                                    |
| 2017 | Get the Weed                    | Nem      | Nem          | Vezető     | Nem      | Nem          | Rövidfilm                                 |
| 2018 | Ami nem öl meg                  | Nem      | Nem          | Nem        | Nem      | Igen         | A "Theta" című dal szerzője és producere. |
| 2021 | Calls                           | Nem      | Sztori       | Igen       | Nem      | Nem          | Epizód: "Me, Myself & Darlene"            |
| 2021 | Vaksötét 2.                     | Igen     | Igen         | Koproducer | Nem      | Nem          | Rendezői debütálás                        |
| 2021 | A texasi láncfűrészes mészárlás | Nem      | Sztori       | Igen       | Nem      | Nem          | Poszt-produkció                           |

## Fordítás
- Ez a szócikk részben vagy egészben  a   Rodo Sayagues című angol Wikipédia-szócikk fordításán alapul.  Az eredeti cikk szerkesztőit annak laptörténete sorolja fel. Ez a jelzés csupán a megfogalmazás eredetét és a szerzői jogokat jelzi, nem szolgál a cikkben szereplő információk forrásmegjelöléseként.